# Klasa A w hokeju na lodzie w Polsce (1937/1938)
Klasa A w hokeju na lodzie w Polsce (1937/1938) – rozgrywki hokeja na lodzie w Polsce.

## Baraże
W styczniu 1938 rozegrano baraże o miejsce w klasie A. W styczniu 1938 w turnieju we Lwowie uczestniczyli mistrzowie klas B, z których wyłoniono kandydata do klasy A, który zmierzył się z zespołem z tej ligi o miejsce w tych rozgrywkach:
- Czuwaj Przemyśl – Junak Drohobycz 0:3
- Czuwaj Przemyśl – Pokucie Kołomyja 1:3
- Czuwaj Przemyśl – Strzelec 1:3

W turnieju zwyciężył Junak Drohobycz, który następnie rywalizował o miejsce w klasie A z Ukrainą Lwów.
- Junak Drohobycz – Ukraina Lwów 3:4 d.

Tym samym Ukraina utrzymała się w klasie A.